# Charles Michael Davis
Charles Michael Davis (* 1. prosince 1984, Dayton, Ohio, USA) je americký herec, model, producent a režisér. Proslavil se rolí Marcela Gerarda v seriálu stanice The CW The Originals.

## Životopis
Davis se narodil v Daytonu v Ohiu. Absolvoval střední školu Stebbins High School na předměstí a Miami univerzitu v Oxfordu v Ohiu. Má afroamerické a filipínské kořeny. Jeho otec pochází z Kentucky a jeho matka pochází z Manily.
Svojí kariéru zahájila a modelingovou agenturou Wings Model Management v Cincinnati v Ohiu. Pracoval na kampaních pro Nike a FootLocker.

## Kariéra
Hostující role si zahrál v seriálech That's So Raven , Záměna a Chirurgové. V roce 2011 získal vedlejší roli v seriálu stanice BET The Game.
V únoru 2013 byl obsazen do jedné z hlavních rolí seriálu stanice The CW The Originals, spin-offu seriálu Upíří deníky.
V roce 2018 získal vedlejší roli ve čtvrté řadě seriálu Znovu 20. Pro pátou řadu byla jeho role povýšena na hlavní roli. Ve stejném roce byl obsazen do druhé řady seriálu stanice ABC For the People.

## Osobní život
Davis chodil s choreografkou a modelkou Katrinou Amato. V roce 2014 však v pořadu The Talk oznámil, že je singl.

## Filmografie

### Film
| Rok  | Název                | Role    | Poznámky            |
| ---- | -------------------- | ------- | ------------------- |
| 2009 | Thanksgiving Seconds | Les     | krátkometrážní film |
| 2013 | The Proposal         | Charles | krátkometrážní film |
| 2014 | The Learning Curve   | Frank   | krátkometrážní film |
| 2015 | Battle Scars         | Ramirez |                     |

### Televize
| Rok       | Název                                   | Role            | Poznámky                                                                    |
| --------- | --------------------------------------- | --------------- | --------------------------------------------------------------------------- |
| 2005      | Noah's Arc                              | Žadatel č. 2    | díl: „Don't Mess with My Man“                                               |
| 2005      | That's So Raven                         | Trevor          | díl: „Save the Last Dance“                                                  |
| 2008      | The Big Match                           | —               | TV film                                                                     |
| 2010      | Night and Day                           | Hicks           | TV film                                                                     |
| 2011      | Záměna                                  | Liam Lupo       | vedlejší role (1. řada), 4 díly                                             |
| 2011–2012 | The Game                                | Kwan Kirkland   | vedlejší role (4.–5. řada), 5 dílů                                          |
| 2012–2013 | The Life Genie                          | —               | minisérie, také producent (2 díly)                                          |
| 2013      | Chirurgové                              | Dr. Jason Myers | vedlejší role (9. řada), 7 dílů                                             |
| 2013      | Laskavý dotek                           | Ben Dalton      | díly: „Cowboy Up“ a „Hell on Heels“                                         |
| 2013      | Upíří deníky                            | Marcel Gerard   | díl: „The Originals“                                                        |
| 2013-2018 | The Originals                           | Marcel Gerard   | hlavní role, 92 dílů také režisér (2 díly)                                  |
| 2015      | Ur in Analysis                          | Mike            | TV film, také produkce                                                      |
| 2017–2021 | Znovu 20                                | Zane Anderse    | vedlejší role (4. řada), hlavní role (5.–6. řada), hostující role (7. řada) |
| 2018      | Jane the Virgin                         | Jeffrey Mullins | díl: „Chapter Seventy-Three“                                                |
| 2018      | Z Nation                                | N / A           | díl: „State of Mine“                                                        |
| 2018      | No Sleep 'Til Christmas                 | Josh Wright     | TV film (Freeform)                                                          |
| 2019      | For the People                          | Ted             | hlavní role (2. řada), 10 dílů                                              |
| 2019      | Policie Chicago                         | Blair Williams  | vedlejší role (6. řada), 5 dílů                                             |
| 2019      | Same Time, Next Christmas               | Jeff Williams   | TV film (ABC)                                                               |
| 2020–2021 | Námořní vyšetřovací služba: New Orleans | Quentin Carter  | hlavní role (6. řada)                                                       |
| 2022      | Odkaz                                   | Marcel Gerard   | díl: „Všechno, co se dá ztratit, se dá i nalézt“                            |

### Webová série
| Rok  | Název      | Role | Poznámky             |
| ---- | ---------- | ---- | -------------------- |
| 2018 | Sideswiped | Josh | díl: „Deal Breakers“ |

### Hudební videa
| Rok  | Název                            | Umělec             | Poznámky |
| ---- | -------------------------------- | ------------------ | -------- |
| 2011 | „Mi Ricordo“                     | J. Ralph           |          |
| 2020 | „What's Love Got to Do With It?“ | Kygo / Tina Turner |          |